# 多層次傳銷保護基金會
25°03′10″N 121°32′38″E / 25.052772°N 121.543813°E
財團法人多層次傳銷保護基金會（簡稱傳保會）是依中華民國法律《多層次傳銷管理法》第38條所成立的多層次傳銷保護機構，為公益性質之財團法人，主管機關為中華民國公平交易委員會。

## 歷史
- 2014年1月29日總統令制定公布《多層次傳銷管理法》，全文41條，第38條規定公平交易委員會應指定經報備之多層次傳銷事業捐助一定財產設立多層次傳銷保護機構。[2]
- 2014年12月29日多層次傳銷保護基金會掛牌[3]，2015年1月1日正式對外運作[4]。[5]
- 第一屆董監事任期自2014年8月1日起至2017年7月31日止，由林宜男董事當選第一屆董事長[]。
- 2015年2月12日律師法律諮詢服務開始運作，答覆民眾有關多層次傳銷的法律問題。
- 2015年8月10日舉辦首場大型研討會「傳直銷民事爭議之調處解決機制研討會」，藉此使傳銷商及傳銷事業瞭解傳保會調處任務之運作及傳銷民事爭議的類型。
- 2016年4月21日首次開辦專業知能增進課程。
- 2016年8月2日澳洲新南威爾斯州執法行動組副組長David Howarth，在公平交易委員會人員陪同下蒞臨拜訪交流。
- 2016年9月2日舉辦「金傳獎」，表揚已建立爭端解決機制、共同參與或積極推廣傳保會業務宣導計畫的傳銷事業。
- 2017年6月21日舉辦首屆直銷法律國際研討會，就傳銷業的行政管制與網路世代的衝擊兩大議題，分享各國產業的發展與經驗。
- 第二屆董監事任期自2017年8月1日起至2020年7月31日止，由陳榮隆董事當選第二屆董事長[]。
- 2017年11月22日成立「多層次傳銷管理法令研究小組」，研析多層次傳銷法令修法議題。
- 2018年3月2日首次與輔仁大學合作開設106學年第2學期「多層次傳銷之理論與實務」選修課程。
- 2018年7月10日舉辦「2018直銷法律國際研討會」，就退換貨之法制與實務及世界各國對傳銷權轉讓之規範進行探討與比較。
- 2018年12月11日史瓦濟蘭競爭委員會執行長Thabisile Langa在公平交易委員會人員陪同下蒞臨拜訪交流。
- 2019年9月3日舉辦「2019直銷法律國際研討會」，針對電商模式與傳銷模式、世襲制度與繼承制度對傳銷產業的影響進行剖析。
- 第三屆董監事任期自2020年8月1日起至2023年7月31日止，由邱永和董事當選第三屆董事長[]。

## 任務
依據多層次傳銷保護機構設立及管理辦法第3條 （页面存档备份，存于），傳保會之任務如下：
- 調處多層次傳銷事業（以下簡稱傳銷事業）與傳銷商間之多層次傳銷民事爭議。
- 協助傳銷商提起本辦法第三十條所定之訴訟。
- 代償及追償傳銷事業因多層次傳銷民事爭議，而對於傳銷商所應負之損害賠償。
- 管理及運用傳銷事業及傳銷商提繳之保護基金、年費及其孳息。
- 協助傳銷事業及傳銷商增進對多層次傳銷法令之專業知能。
- 協助辦理教育訓練活動。
- 提供有關多層次傳銷法令之諮詢服務。
- 辦理輔導及評鑑傳銷事業與傳銷商間紛爭處理機制之相關事項。

## 組織架構
依據多層次傳銷保護機構設立及管理辦法第9條 （页面存档备份，存于）、第14條 （页面存档备份，存于）及第15條 （页面存档备份，存于）：
- 董事會：設董事長一人、董事八人，任期三年。
- 監察人：一至三人，任期三年。
- 調處委員會：置調處委員十一至二十一人，任期三年。

## 現任董事
- 董事長：邱永和（東吳大學經濟系特聘教授）
- 董事：王素彎（中華經濟研究院第三研究所研究員）
- 董事：吳成物（台灣公平交易法學會理事）
- 董事：吳翠鳳（公平交易委員會法律事務處處長）
- 董事：左天梁（公平交易委員會公平競爭處副處長）
- 董事：蔡孟紅（美商賀寶芙股份有限公司台灣分公司北亞區副總裁）
- 董事：謝進興（紅崴科技股份有限公司創辦人）
- 董事：許旭昇（安麗日用品股份有限公司所屬傳銷商）
- 董事：黃大裕（丞燕國際股份有限公司所屬傳銷商）

## 現任監察人
- 監察人：許美麗（大眾聯合法律事務所律師）
- 監察人：許順發（敬業聯合會計師事務所會計師）

## 現任調處委員
- 調處主任委員：陳榮傳
- 調處委員：林重宏
- 調處委員：於知慶
- 調處委員：范 文清
- 調處委員：郭大維
- 調處委員：張耿銘
- 調處委員：許博森
- 調處委員：黃帥升
- 調處委員：曾能煜
- 調處委員：趙義隆
- 調處委員：鄭盛賢
- 調處委員：劉樹崇
- 調處委員：簡維能

## 外部連結
- 官方网站 （繁體中文）